# Hook Norton Brewery
Hook Norton Brewery is een regionale brouwerij in de Engelse plaats Hook Norton, Oxfordshire.
De brouwerij, opgericht in 1849, is een van de laatst overgebleven traditionele Victoriaanse "toren"-brouwerijen. In een torenbrouwerij volgen alle fasen van het brouwproces elkaar logisch van verdieping naar verdieping op: malen van het mout bovenin, het koken in het midden en de gisting en het vullen van de flessen beneden. Tot 2006 werd het brouwproces aangedreven door een stoommachine op de beganegrond van de brouwerij.
Tradities staan nog steeds hoog in het vaandel. Zo worden de pubs in het dorp dagelijks met paard en wagen van nieuwe vaten bier voorzien. De brouwerij is eigenaar van bijna alle pubs in Hook Norton.

## Bieren

### Vast assortiment
- Hooky - 3,5%
- Old Hooky - 4,6%
- Double Stout - 4,8%
- Hooky Mild - 2,8%
- Lion - 4,0%

### Seizoensbieren
- First Light - 4,3% (maart/april)
- Hooky Gold - 4,0% (mei/juni)
- Haymaker - 5,0% (juli)
- Summertime - 4,1% (juli/augustus)
- Autumn Ale - 4,4% (september/oktober)
- Flagship - 5,3% (oktober)
- Greedy Goose - 4,2% (november/december)
- Twelve Days - 5,5% (december)

### Eenmalig gebrouwen
- Hooky Diamond Reserve - 6,0% (ter ere van het jubileum van Koningin Elizabeth)
- Light Out - 9,5%
- Oatmeal Stout - 5,2%
- Red Rye - 4,7%
- Rising Sun - 4,2%
- Yard Arm IPA - 7,0%

## Externe links

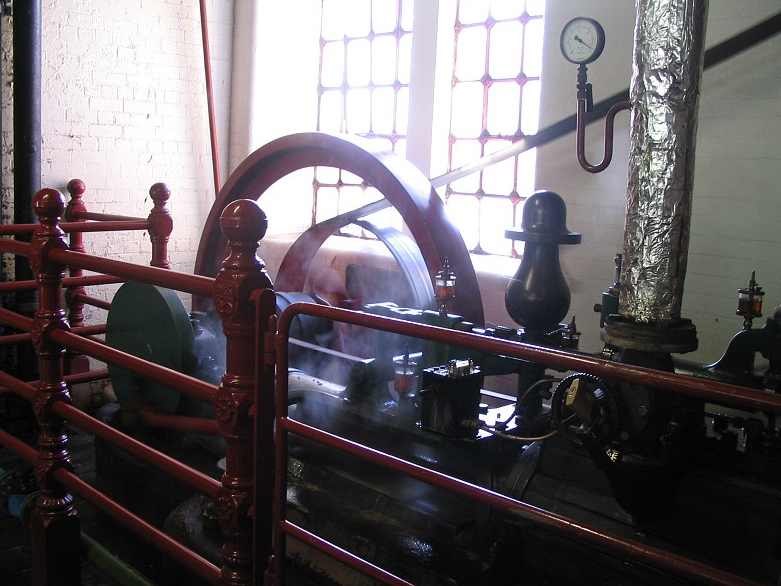
Stoommachine
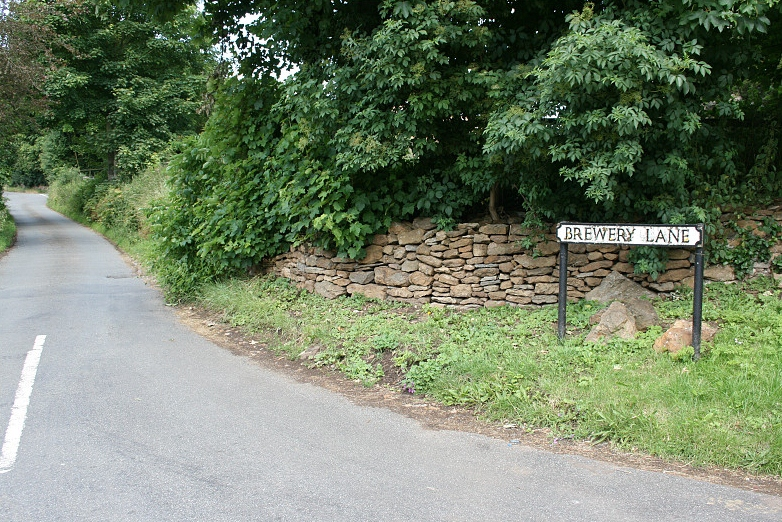
Brewery Lane
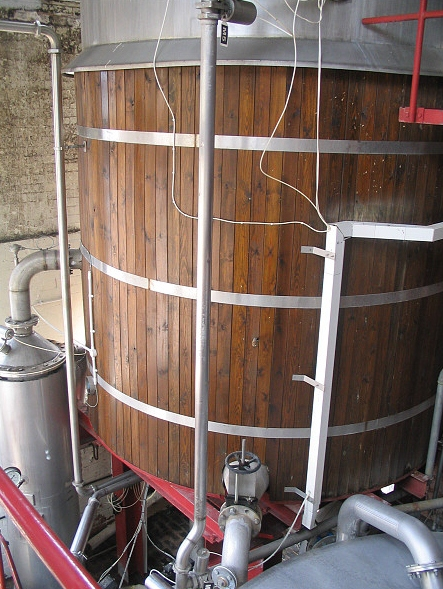
Gisttank